# Alessandro Murgia
Alessandro Murgia (Roma, 9 agosto 1996) è un calciatore italiano, centrocampista dell'U Cluj.

## Biografia
Ha origini sarde: il padre è infatti originario di Monti, paese in provincia di Sassari, e si è trasferito nella capitale per motivi di lavoro in banca. Sua sorella Nicole è un'attrice ed è stata sposata con il calciatore Andrea Bertolacci fino al 2022.

## Carriera

### Club

#### Lazio
Nato a Roma, cresce calcisticamente nel C.S. Colombo per poi passare alla Lazio con cui gioca con gli Allievi Nazionali nella stagione 2012-2013. Dalla stagione successiva fa parte della squadra Primavera con la quale disputa tre stagioni aggiudicandosi due Coppe Italia e una Supercoppa di categoria andando a collezionare 95 presenze e 22 reti.
Nella stagione 2016-2017, l'allenatore Simone Inzaghi, che lo aveva già allenato nelle giovanili biancocelesti, lo inserisce stabilmente in prima squadra. Debutta in Serie A il 17 settembre 2016, a vent'anni, in occasione della partita casalinga vinta, per 3-0, contro il Pescara. Il 26 ottobre successivo segna il suo primo gol in massima serie in occasione della trasferta pareggiata, per 2-2, contro il Torino. Il 17 maggio 2017 perde la finale di Coppa Italia poiché la sua squadra viene superata, per 2-0, dalla Juventus. Conclude la sua prima stagione tra i professionisti con un bottino di 18 presenze e 2 reti.
Il 13 agosto 2017, alla sua seconda stagione da professionista, mette a segno la rete del 2-3 finale contro la Juventus facendo vincere così la Supercoppa italiana ai biancocelesti. Il 14 settembre successivo disputa la sua prima partita di Europa League andando a siglare anche il gol vittoria del 2-3 sugli olandesi del Vitesse. Chiude la stagione con un bottino di 27 presenze e 2 reti messe a segno oltre alla vittoria della Supercoppa italiana.

#### SPAL
Dopo aver disputato solo 4 partite nella prima parte della stagione 2018-2019, il 30 gennaio 2019 viene ceduto in prestito alla SPAL, la quale (dopo una metà di stagione in cui è stato titolare a centrocampo) lo acquista a titolo definitivo nell'estate 2019 (nell’ambito della trattativa che porta Manuel Lazzari nella capitale) dalla Lazio. Segna il primo gol con gli emiliani il 4 dicembre, in occasione della partita del quarto turno di Coppa Italia, vinta per 5-1 sul Lecce. Chiude la prima stagione, in cui la sua squadra retrocede in serie B, con 25 presenze.
Nella sua seconda stagione trova la prima rete in campionato con gli spallini  il 24 ottobre 2020, in occasione del successo casalingo sul L.R. Vicenza per 3-2.

#### Perugia e il ritorno a Ferrara
Il 31 agosto 2021, Murgia viene ceduto in prestito annuale al Perugia. Tuttavia, con la maglia degli umbri il centrocampista raccoglie solo quattro presenze lungo il campionato, tutte da sostituto.
Tornato dunque alla SPAL nell'estate successiva, viene reintegrato nelle gerarchie del club ferrarese dall'allenatore Roberto Venturato (assunto all'inizio del 2022). Nelle stesse settimane, rinnova il proprio contratto con la società fino al 2025, accettando una rimodulazione del suo ingaggio. Lungo la stagione, tuttavia, rimane coinvolto nella retrocessione della squadra in Serie C.

#### Hermannstadt
Il 9 agosto 2023, Murgia viene ceduto in prestito annuale all'Hermannstadt, nella massima serie romena. Il 20 gennaio 2024, segna il suo primo gol con il club transilvano nella partita di campionato in casa dell'U Cluj, persa per 2-1. Nel corso della stagione, si impone come titolare nella formazione romena, collezionando 28 presenze e una rete fra campionato e coppa, e contribuendo alla salvezza della squadra transilvana.
Il 14 giugno 2024, l'Hermannstadt annuncia il rinnovo del prestito di Murgia per un'altra stagione, con l'inserimento di un'opzione per il riscatto del giocatore. Lungo l'annata 2024-2025, partecipa al raggiungimento della finale di Coppa di Romania, poi persa contro il CFR Cluj. Colleziona in tutto 71 presenze con il club transilvano, oltre a sei reti e quattro assist.

#### Universitatea Cluj
In seguito al suo rientro alla SPAL e allo svincolo da quest'ultimo club, dovuto alla mancata iscrizione in Serie C, il 24 giugno 2025 viene ufficializzato l'ingaggio a parametro zero di Murgia da parte dell'Universitatea Cluj, di nuovo nella massima serie romena, a partire dal 1° luglio seguente.

### Nazionale
Il 1º settembre 2017 esordisce con la nazionale Under-21 subentrando all'inizio del secondo tempo della partita amichevole persa per 3-0 contro la Spagna a Toledo. Viene convocato per l’europeo Under-21 2019.

## Statistiche

### Presenze e reti nei club
Statistiche aggiornate al 18 maggio 2025.
| Stagione            | Squadra             | Campionato          | Campionato | Campionato | Coppe nazionali | Coppe nazionali | Coppe nazionali | Coppe continentali | Coppe continentali | Coppe continentali | Altre coppe | Altre coppe | Altre coppe | Totale | Totale |
| Stagione            | Squadra             | Comp                | Pres       | Reti       | Comp            | Pres            | Reti            | Comp               | Pres               | Reti               | Comp        | Pres        | Reti        | Pres   | Reti   |
| ------------------- | ------------------- | ------------------- | ---------- | ---------- | --------------- | --------------- | --------------- | ------------------ | ------------------ | ------------------ | ----------- | ----------- | ----------- | ------ | ------ |
| 2016-2017           | Lazio               | A                   | 14         | 2          | CI              | 4               | 0               | -                  | -                  | -                  | -           | -           | -           | 18     | 2      |
| 2017-2018           | Lazio               | A                   | 16         | 0          | CI              | 1               | 0               | UEL                | 9                  | 1                  | SI          | 1           | 1           | 27     | 2      |
| 2018-gen. 2019      | Lazio               | A                   | 1          | 0          | CI              | 0               | 0               | UEL                | 3                  | 0                  | -           | -           | -           | 4      | 0      |
| Totale Lazio        | Totale Lazio        | Totale Lazio        | 31         | 2          |                 | 5               | 0               |                    | 12                 | 1                  |             | 1           | 1           | 49     | 4      |
| gen.-giu. 2019      | SPAL                | A                   | 15         | 0          | CI              | 0               | 0               | -                  | -                  | -                  | -           | -           | -           | 15     | 0      |
| 2019-2020           | SPAL                | A                   | 25         | 0          | CI              | 3               | 1               | -                  | -                  | -                  | -           | -           | -           | 28     | 1      |
| 2020-2021           | SPAL                | B                   | 23         | 1          | CI              | 4               | 0               | -                  | -                  | -                  | -           | -           | -           | 27     | 1      |
| ago. 2021           | SPAL                | B                   | 1          | 0          | CI              | 1               | 0               | -                  | -                  | -                  | -           | -           | -           | 2      | 0      |
| ago. 2021-2022      | Perugia             | B                   | 4          | 0          | CI              | -               | -               |                    | -                  | -                  |             | -           | -           | 4      | 0      |
| 2022-2023           | SPAL                | B                   | 10         | 0          | CI              | 2               | 0               |                    | -                  | -                  |             | -           | -           | 12     | 0      |
| Totale SPAL         | Totale SPAL         | Totale SPAL         | 74         | 1          |                 | 10              | 1               |                    | -                  | -                  |             | -           | -           | 84     | 2      |
| 2023-2024           | Hermannstadt        | L1                  | 17+7       | 1+0        | CR              | 4               | 0               |                    | -                  | -                  |             | -           | -           | 28     | 1      |
| 2024-2025           | Hermannstadt        | L1                  | 29+9       | 3+2        | CR              | 5               | 0               |                    | -                  | -                  |             | -           | -           | 43     | 5      |
| 2025-2026           | U Cluj              | L1                  | -          | -          | CR              | -               | -               | UECL               | 2                  | -                  | -           | -           | -           | -      | -      |
| Totale Hermannstadt | Totale Hermannstadt | Totale Hermannstadt | 62         | 6          |                 | 9               | 0               |                    | -                  | -                  |             | -           | -           | 71     | 6      |
| Totale carriera     | Totale carriera     | Totale carriera     | 171        | 9          |                 | 24              | 1               |                    | 12                 | 1                  |             | 1           | 1           | 216    | 12     |

### Cronologia presenze e reti in nazionale
| Cronologia completa delle presenze e delle reti in nazionale ― Italia under 21 | Cronologia completa delle presenze e delle reti in nazionale ― Italia under 21 | Cronologia completa delle presenze e delle reti in nazionale ― Italia under 21 | Cronologia completa delle presenze e delle reti in nazionale ― Italia under 21 | Cronologia completa delle presenze e delle reti in nazionale ― Italia under 21 | Cronologia completa delle presenze e delle reti in nazionale ― Italia under 21 | Cronologia completa delle presenze e delle reti in nazionale ― Italia under 21 | Cronologia completa delle presenze e delle reti in nazionale ― Italia under 21 |
| Data                                                                           | Città                                                                          | In casa                                                                        | Risultato                                                                      | Ospiti                                                                         | Competizione                                                                   | Reti                                                                           | Note                                                                           |
| ------------------------------------------------------------------------------ | ------------------------------------------------------------------------------ | ------------------------------------------------------------------------------ | ------------------------------------------------------------------------------ | ------------------------------------------------------------------------------ | ------------------------------------------------------------------------------ | ------------------------------------------------------------------------------ | ------------------------------------------------------------------------------ |
| 1-9-2017                                                                       | Toledo                                                                         | Spagna under 21                                                                | 3 – 0                                                                          | Italia under 21                                                                | Amichevole                                                                     | -                                                                              | 46’                                                                            |
| 4-9-2017                                                                       | Cittadella                                                                     | Italia under 21                                                                | 4 – 1                                                                          | Slovenia under 21                                                              | Amichevole                                                                     | -                                                                              | 46’                                                                            |
| 5-10-2017                                                                      | Budapest                                                                       | Ungheria under 21                                                              | 2 – 6                                                                          | Italia under 21                                                                | Amichevole                                                                     | -                                                                              |                                                                                |
| 10-10-2017                                                                     | Ferrara                                                                        | Italia under 21                                                                | 4 – 0                                                                          | Marocco under 21                                                               | Amichevole                                                                     | -                                                                              | 82’                                                                            |
| 14-11-2017                                                                     | Frosinone                                                                      | Italia under 21                                                                | 3 – 2                                                                          | Russia under 21                                                                | Amichevole                                                                     | -                                                                              | 65’                                                                            |
| 22-3-2018                                                                      | Perugia                                                                        | Italia under 21                                                                | 1 – 1                                                                          | Norvegia under 21                                                              | Amichevole                                                                     | -                                                                              | 56’                                                                            |
| 27-3-2018                                                                      | Novi Sad                                                                       | Serbia under 21                                                                | 0 – 1                                                                          | Italia under 21                                                                | Amichevole                                                                     | -                                                                              | 86’                                                                            |
| 25-5-2018                                                                      | Estoril                                                                        | Portogallo under 21                                                            | 3 – 2                                                                          | Italia under 21                                                                | Amichevole                                                                     | -                                                                              | 75’                                                                            |
| 29-5-2018                                                                      | Besançon                                                                       | Francia under 21                                                               | 1 – 1                                                                          | Italia under 21                                                                | Amichevole                                                                     | -                                                                              |                                                                                |
| 6-9-2018                                                                       | Dunajská Streda                                                                | Slovacchia under 21                                                            | 3 – 0                                                                          | Italia under 21                                                                | Amichevole                                                                     | -                                                                              | 68’                                                                            |
| 11-9-2018                                                                      | Cagliari                                                                       | Italia under 21                                                                | 3 – 1                                                                          | Albania under 21                                                               | Amichevole                                                                     | 1                                                                              | 56’                                                                            |
| 11-10-2018                                                                     | Udine                                                                          | Italia under 21                                                                | 0 – 1                                                                          | Belgio under 21                                                                | Amichevole                                                                     | -                                                                              | 59’                                                                            |
| 15-10-2018                                                                     | Vicenza                                                                        | Italia under 21                                                                | 2 – 0                                                                          | Tunisia under 21                                                               | Amichevole                                                                     | -                                                                              | 60’                                                                            |
| 21-3-2019                                                                      | Trieste                                                                        | Italia under 21                                                                | 0 – 0                                                                          | Austria under 21                                                               | Amichevole                                                                     | -                                                                              | 69’                                                                            |
| Totale                                                                         |                                                                                | Presenze                                                                       | 14                                                                             |                                                                                | Reti                                                                           | 1                                                                              |                                                                                |

## Palmarès

### Club

#### Competizioni giovanili
- Coppa Italia Primavera: 2

Lazio: 2013-2014, 2014-2015
- Supercoppa Primavera: 1

Lazio: 2014

#### Competizioni nazionali
- Supercoppa italiana: 1

Lazio: 2017